# 元素有机化学国家重点实验室
元素有机化学国家重点实验室，位于天津市南开区卫津路94号南开大学八里台校区，始建于1985年，由有机化学家陈茹玉院士和农药化学家李正名院士等创建。1987年通过国家验收并正式对外开放，依托于南开大学，是中华人民共和国首批建设的国家重点实验室之一。